# Campagne-sur-Aude
Campagne-sur-Aude település Franciaországban, Aude megyében. Lakosainak száma 616 fő (2022. január 1.). Campagne-sur-Aude Espéraza, Saint-Ferriol, Val-du-Faby és Quillan községekkel határos.

## Népesség
A település népessége az elmúlt években az alábbi módon változott:
| Lakosok száma | 520  | 617  | 641  | 639  | 615  | 575  | 581  | 603  | 606  | 616  |
|               | 1968 | 1982 | 1990 | 2006 | 2013 | 2015 | 2017 | 2019 | 2020 | 2022 |